# تی‌اس‌اس ایرن (۱۸۸۵)
تی‌اس‌اس ایرن (۱۸۸۵) (به انگلیسی: TSS Irene (1885)) یک کشتی است که طول آن ۳۰۱٫۲ فوت (۹۱٫۸ متر) می‌باشد. این کشتی در سال ۱۸۸۵ ساخته شد.